# Катилюс, Раймондас Казевич
Ра́ймондас Ка́зевич Кати́люс (лит. Raimundas Katilius; 16 марта 1947, Вильнюс, Литовская ССР, ныне Литва — 4 апреля 2000, Бад-Киссинген, Бавария, Германия) — литовский скрипач и педагог. Народный артист Литовской ССР (1985).

## Биография
В 1964 году окончил Школу имени Чюрлёниса, где учился у Эмилии Армонене и Александра Ливонтаса. В 1970 году окончил Московскую консерваторию у Игоря Безродного. В 1971—1975 годах — участник струнного квартета Московской консерватории Росконцерта. Выступал как солист и ансамблист. Выступал в качестве солиста с постоянным концертмейстером Ларисой Лобковой, другими пианистами, с Литовским камерным оркестром, Симфоническим оркестром Государственной филармонии ЛССР, другими камерными и симфоническими оркестрами во многих странах Европы, Америки, Азии, Африки. 

С 1975 года преподавал в Литовской консерватории, с 1984 года становится доцентом, а с 1989 года — профессором. Воспитал около 60 учеников, среди которых немало концертирующих скрипачей. 

Активный пропагандист сочинений литовских композиторов; первый исполнитель написанных для него произведений Йонаса Балакаускаса, Бронюса Кутавичюса, Феликсаса Байораса, Эдуардаса Бальсиса, Юлюса Юзелюнаса, Витаутаса Баркаускаса, Юстинаса Башинскаса, Витаутаса Лаурушаса и других.

Умер 4 апреля 2000 года на сцене во время исполнения Сонаты для скрипки и фортепиано Мориса Равеля на концерте в Бад-Киссингене (Германия).

Похоронен на Антакальнисском кладбище в Вильнюсе.

## Память
В 2006 году режиссёр Йонас Урбонавичюс снял о музыканте документальный фильм «Недостижимый горизонт» (лит. Nepasiekiamas horizontas).

## Награды
- 1970 — лауреат международного конкурса скрипачей им. Я. Сибелиуса в Хельсинки
- 1971 — 1-е место на международных конкурсе в Белграде (в составе квартета)
- 1972 — 1-е место на международных конкурсе в Братиславе (в составе квартета)
- 1972 — лауреат международного конкурса скрипачей в Монреале
- 1979 — Заслуженный артист Литовской ССР
- 1985 — Народный артист Литовской ССР
- 1981 — Государственная премия Литовской ССР
- 1995 — Национальная премия Литвы по культуре и искусству
- 1998 — Орден Великого князя Литовского Гядиминаса 3 степени
- 1998 — Кавалер ордена Заслуг[1]